# Masjid Jamek
Masjid Jamek (Jamek-moskén) är en av de äldsta moskéerna i Kuala Lumpur, Malaysia. Den är belägen vid sammanflödet av floderna Klang och Gombak och ritad av Arthur Benison Hubback. Den öppnades officiellt år 1909.